# Daniel Dobbels
Pour les articles homonymes, voir Dobbels.
Daniel Dobbels, né en 1947, est un danseur, chorégraphe de danse contemporaine, un écrivain, essayiste, critique d'art, chroniqueur radio et de presse écrite français.

## Biographie
Danseur dans la compagnie de Susan Buirge et de celle de Christine Gérard, mime et chorégraphe de formation, Daniel Dobbels a été critique d'art au journal Libération, puis chroniqueur radio aux émissions Le Panorama (1987-1997) et Tout arrive (2003-2007) sur France Culture. Il a créé la revue de danse Empreintes en 1977.
En 2000, il fonde la Compagnie de l'Entre-Deux qui entre en résidence sur différentes scènes de province dont L'Apostrophe de Cergy-Pontoise, L'Espal scène du Mans, le Centre de développement chorégraphique Dijon-Bourgogne, et au Théâtre national de Chaillot à Paris.
En 2017, il est accusé d'avoir agressé sexuellement cinq jeunes danseuses, à la suite de ces témoignages sur Facebook le théâtre Paul-Eluard de Bezons (Val-d'Oise) a annoncé l'annulation de son spectacle «Sur le silence du temps».

## Chorégraphies
- Noli me tangere
- Sans connaissance
- L'Enfer
- 2006 : L'Épanchement d'écho, musique originale de Gérard Pesson
- 2007 : L'Insensible Déchirure
- 2009 : Danser, de peur..., musique originale de Gérard Pesson
- 2010 :  Les Plus Courts Chemins
- 2014 : Entre les écrans du temps

## Publications

### Ouvrages
- Les Dali de Dieuzaide, Mazères, Le Temps qu'il fait, 2005  (ISBN 2868534414).
- de Staël, Paris, Hazan, 2000  (ISBN 285025746X).
- Martha Graham, Éditions Coutaz.
- Danses tracées, Éditions Dis Voir.
- Jean Bazaine, Éditions Skir.
- Le Silence des mimes blancs, Éditions La Maison d'à côté.
- Karine Saporta, en collaboration avec Hélène Cixous et Bérénice Reynaud, Paris, Armand Colin, 1990 (rééd. 1997),  (ISBN 978-2200372064).
- Arrêts sur l'œuvre, Paris, La Différence, 1988,  (ISBN 272910285X).

### Articles
- « L'essentiel est inavouable », dans Didier Ottinger (dir.), Michel Surya, Chaké Matossian, Jean-Michel Alberola, Jacques Henric, Jean-Louis Baudry, Bernard Marcadé et Sylvia Colle-Lorant, Bataille : Georges Bataille une autre histoire de l’œil : mars-juin 1991 (catalogue exposition), Les Sables-d'Olonne, Musée de l'abbaye Sainte-Croix des Sables-d'Olonne, coll. « Cahiers de l'Abbaye Sainte-Croix » (no 69), février 1991, 110 p. (BNF 35530622), p. 49-55[pertinence contestée]